# 船舶优先权和抵押权国际公约
船舶优先权和抵押权国际公约（英語：International Convention on Maritime Liens and Mortgages），是1993年联合国制订的国际公约。公约订于瑞士日内瓦，于2004年9月5日生效，保存人是联合国秘书长。

## 背景
各缔约国认识到改善船舶融资条件和发展国家商船队的必要性；确认宜在船舶优先权和抵押权领域实现国际统一性，制订公约各条款。

## 内容
公约首先对抵押权、质权和担保物权的承认执行、排列次序和效力做了规定。此外，公约还对所有权或登记的变更，船舶优先权及其优先顺序、特性、时效，留置权，转让和代位，强制出售及其效力，和船旗的暂行变换作了规定。